# Yves (chanteuse)
 (octobre 2024).
La mise en forme du texte ne suit pas les recommandations de Wikipédia : il faut le « wikifier ».
Les points d'amélioration suivants sont les cas les plus fréquents. Le détail des points à revoir est peut-être précisé sur la page de discussion.
- Les titres sont pré-formatés par le logiciel. Ils ne sont ni en capitales, ni en gras.
- Le texte ne doit pas être écrit en capitales (les noms de famille non plus), ni en gras, ni en italique, ni en « petit »…
- Le gras n'est utilisé que pour surligner le titre de l'article dans l'introduction, une seule fois.
- L'italique est rarement utilisé : mots en langue étrangère, titres d'œuvres, noms de bateaux, etc.
- Les citations ne sont pas en italique mais en corps de texte normal. Elles sont entourées par des guillemets français : « et ».
- Les listes à puces sont à éviter, des paragraphes rédigés étant largement préférés. Les tableaux sont à réserver à la présentation de données structurées (résultats, etc.).
- Les appels de note de bas de page (petits chiffres en exposant, introduits par l'outil «  Source ») sont à placer entre la fin de phrase et le point final[comme ça].
- Les liens internes (vers d'autres articles de Wikipédia) sont à choisir avec parcimonie. Créez des liens vers des articles approfondissant le sujet. Les termes génériques sans rapport avec le sujet sont à éviter, ainsi que les répétitions de liens vers un même terme.
- Les liens externes sont à placer uniquement dans une section « Liens externes », à la fin de l'article. Ces liens sont à choisir avec parcimonie suivant les règles définies. Si un lien sert de source à l'article, son insertion dans le texte est à faire par les notes de bas de page.
- La présentation des références doit suivre les conventions bibliographiques. Il est recommandé d'utiliser les modèles {{Ouvrage}}, {{Chapitre}}, {{Article}}, {{Lien web}} et/ou {{Bibliographie}}. Le mode d'édition visuel peut mettre en forme automatiquement les références.
- Insérer une infobox (cadre d'informations à droite) n'est pas obligatoire pour parachever la mise en page.

Pour une aide détaillée, merci de consulter Aide:Wikification.
Si vous pensez que ces points ont été résolus, vous pouvez retirer ce bandeau et améliorer la mise en forme d'un autre article.
Pour les articles homonymes, voir Yves.
Yves (이브)
Yves (coréen : 이브) nom de scène de Ha Soo-young, est une chanteuse et productrice sud-coréenne sous l'agence Paix Per Mil. Elle est née le 24 mai 1997. Elle est membre de Loona et de la sous-unité Loona yyxy. Elle a fait ses débuts en solo le 29 mai 2024, avec l'EP Loop.

## Jeunesse
Ha Soo-young est née le 24 mai 1997 à Busan, en Corée du Sud, où elle a vécu jusqu'à l'école primaire, puis a déménagé à Yangsan, en Corée du Sud[réf. nécessaire].

## Carrière

### 2017–2021: débuts avec Loona
Le 14 novembre 2017, Yves est révélée comme la neuvième membre du groupe sud-corréen Loona. Dans le cadre de la stratégie de sortie avant les débuts du groupe, le 28 novembre, elle sort son album portant son nom contenant deux titres, le single New et D-1. En décembre 2017, Yves participe à la chanson The Carol 2.0 avec les membres de Loona ViVi et Choerry. Elle participe également au deuxième morceau Girl's Talk de l'album de Chuu, autre membre de Loona.
Yves est présentée comme faisant partie de la troisième sous-unité de Loona : Loona yyxy. La sous-unité comprend les membres Chuu, Go Won et HyeJu ; leur EP, Beauty &amp; the Beat, sort le 30 mai 2018 et atteint la 4e place du Gaon Album Chart,. Elle fait ses débuts avec l'ensemble du groupe le 20 août avec l'EP [+ +], qui atteint la deuxième place du Gaon Album Chart,.
En mai 2020, Yves devient la nouvelle MC de l'émission de variétés Fact iN Star aux côtés de Yoo Jae-hwan.

### 2022-présent: poursuites judiciaires contre Blockberry Creative et débuts en solo
Le 28 novembre 2022, il est signalé qu'Yves et tous les membres de Loona, à l'exception de HyunJin et ViVi, ont déposé une plainte pour suspendre leurs contrats avec Blockberry Creative, invoquant une perte de confiance dans l'entreprise. Blockberry Creative nie ces allégations. Le 13 janvier 2023, il est révélé qu'Yves, ainsi que HaSeul, Go Won, Olivia Hye et YeoJin, ont perdu le procès contre Blockberry Creative concernant la résiliation de leurs contrats d'exclusivité. Cependant, le 16 juin, la 5e division des affaires civiles de la Haute Cour de Séoul statue en faveur d'Yves, HaSeul, Go Won, Olivia Hye et YeoJin, leur permettant de suspendre leurs contrats exclusifs.
Le 14 mars 2024, Yves signe un contrat exclusif avec Paix Per Mil. Le 14 mai, elle chante Breath, l'une des bandes originales de Missing Crown Prince. Le 29 mai, elle fait ses débuts en solo avec la sortie de son premier EP Loop. Le 29 août 2024, elle sort le single Tik Tok.

## Discographie

### EP
| Titre | Détails | Meilleur classement | Ventes        |
| Titre | Détails | Corée               | Ventes        |
| ----- | --- | ------------------- | ------------- |
| Loop  | - Sortie : 29 mai 2024 - Agence : Paix Per Mil - Formats : CD, téléchargement numérique, streaming Track list 01. DIORAMA 02. LOOP (feat.Lil Cherry) 03. Afterglow 04. 금붕어(Goldfish) | 13                  | - KOR: 20,552 |

### Apparitions dans des bandes originales
| Titre               | Année | Album                    |
| ------------------- | ----- | ------------------------ |
| « Breath » ( 한숨 ) | 2024  | Missing Crown Prince OST |

## Filmographie

### Émissions de télévision
| Année | Titre        | Rôle              | Ref.   |
| ----- | ------------ | ----------------- | ------ |
| 2019  | The Gashinas | Membre du casting | [ 18 ] |
| 2020  | Fact iN Star | MC                | [ 19 ] |

## Concerts et tournées
| Date             | Ville    | Pays       | Lieu                      | Ref.   |
| ---------------- | -------- | ---------- | ------------------------- | ------ |
| 4 décembre 2024  | Berlin   | Allemagne  | Huxley Neue Welt          | [ 20 ] |
| 7 décembre 2024  | Varsovie | Pologne    | Palladium                 | [ 20 ] |
| 9 décembre 2024  | Londres  | Angleterre | O2 Shephred's Bush Empire | [ 20 ] |
| 12 décembre 2024 | Paris    | France     | Bataclan                  | [ 20 ] |
| 15 décembre 2024 | Rome     | Italie     | Orion Live Club           | [ 20 ] |